# Braunschuppige Sandbiene
Die Braunschuppige Sandbiene (Andrena curvungula) ist eine Sandbiene aus der Familie Andrenidae. Sie ist eine solitäre, nestbauende Biene, die jährlich eine Generation hat und von Mai bis Juli fliegt.

## Merkmale
Die Weibchen sind 13 bis 14 mm lang, sie haben am Thoraxrücken eine braune schuppenartige Behaarung (daher der deutsche Name). Die Endfranse ist rotbraun, die Schienenbürste hellgelb. Die Tergite sind glatt und dicht punktiert, an den Tergiten 2 bis 4 sind weiße durchgehende Endbinden, an Tergit 2 und 3 in der Mitte unterbrochen. Das Krallenglied der Hinterbeine ist im Unterschied zu A. pandellei verlängert und relativ stark, insgesamt ähnlich wie A. pandellei.
Die Männchen sind 11 bis 13 mm lang, sie sind nur schwer von anderen Andrena Arten zu unterscheiden. Sie sind locker abstehend behaart, am Thoraxrücken grau bis braun, am zweiten bis fünften Tergit befinden sich weiße Binden. Vom Gesicht stehen oben seitlich dunkle Haare ab. Krallenglied ähnelt dem der Weibchen.

## Verbreitung
Die Art ist in Europa weit verbreitet, von den Pyrenäen über Zentraleuropa, nach Norden bis Südschweden und Lettland, südwärts bis zur Toskana, ostwärts bis Zentralasien.
In Deutschland ist A. curvungula weit verbreitet in der Südhälfte. Es gibt keine Nachweise aus Niedersachsen und Schleswig-Holstein (nur eine Meldung aus Mecklenburg-Vorpommern). In Österreich ist die Art außer in Vorarlberg und Salzburg in allen Bundesländern nachgewiesen. In der Schweiz ist sie ebenfalls weit verbreitet.

## Lebensweise
Die Braune Schuppensandbiene lebt solitär und baut ihr Nest in selbstgegrabenen Nestern im Boden von extensiv genutzten Wiesen und Magerrasen sowie an südexponierten Waldrändern. Sie kommt auch in Botanischen Gärten vor. Manchmal nistet sie in Aggregationen. Sie hat eine Generation im Jahr, die vom Mai bis in den Juli zu finden ist.
Diese Biene ist oligolektisch, das heißt, sie sammelt Pollen primär an Glockenblumen, manchmal auch an Teufelskrallen und ausnahmsweise an Malven. Männchen patrouillieren häufig in unmittelbarer Nähe von Glockenblumengewächsen.
Parasiten: Als Parasiten gelten die Kuckucksbienen der Art Nomada braunsiana und vermutlich auch N. succincta. Erwachsene Tiere sind manchmal von Fächerflüglern befallen.

## Systematik
A. curvungula zählt zur Untergattung Lepidandrena, zu der in Mitteleuropa auch A. pandellei, A. rufizona und A. paucisquama gehören. Insgesamt sind 16 Arten dieser Untergattung bekannt, die in der Paläarktis verbreitet ist.